# NGC 6204
NGC 6204 est un amas ouvert découvert par l'astronome écossais James Dunlop en 1826.
Selon la classification des amas ouverts de Robert Trumpler, cet amas renferme moins de 50 étoiles (lettre p) dont la concentration est forte (I) et dont les magnitudes se répartissent sur un intervalle moyen (le chiffre 2). Toutefois, selon le catalogue Lynga, cet amas contient entre 50 et 100 étoiles (m) dont les magnitudes se répartissent sur un grand intervalle (3).

## Observation
Avec une magnitude visuelle de 8,2, on peut observer l'amas avec des jumelles dont l'ouverture est d'au moins 150 mm.

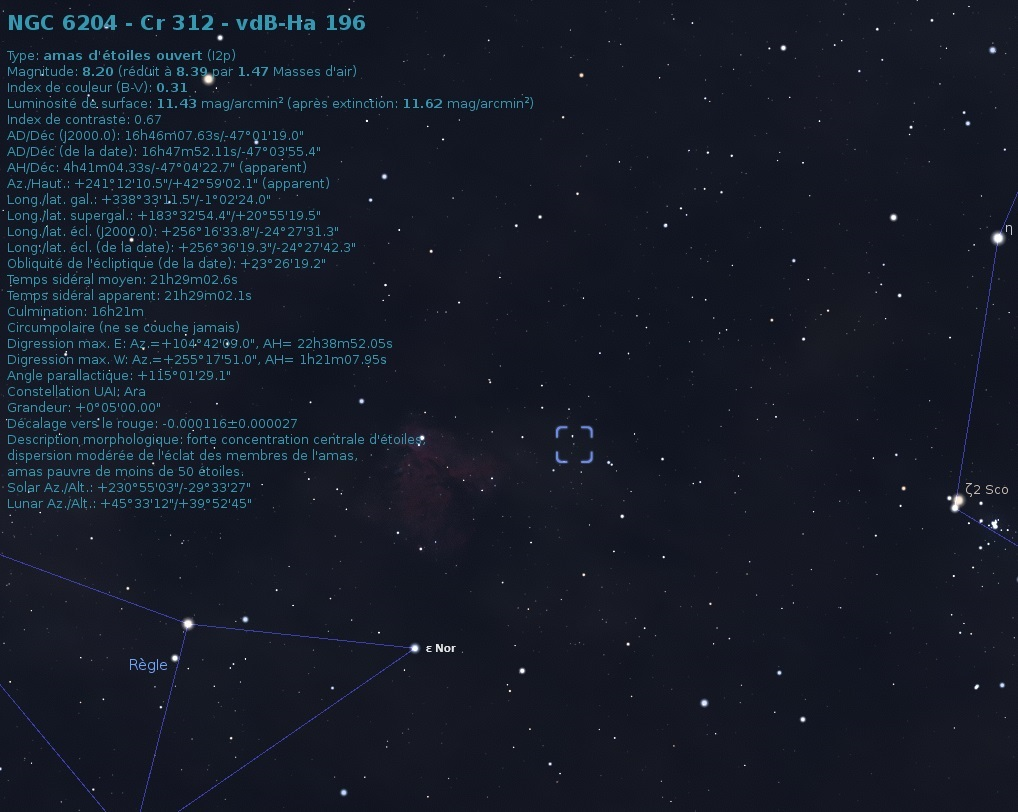
Localisation de NGC 6204 dans la constellation de l'Autel. (Stellarium)

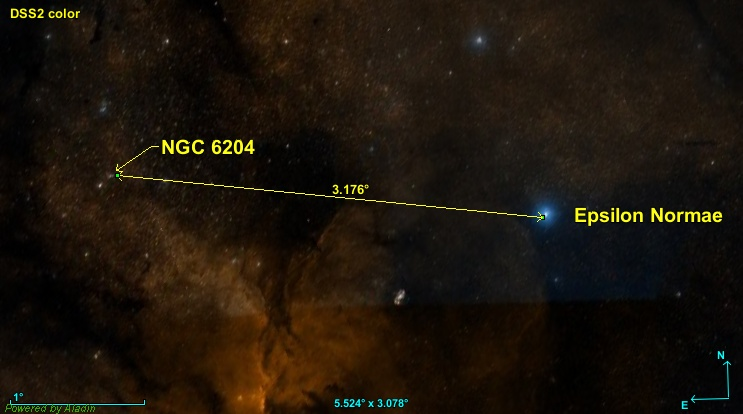
Position de NGC 6204 par rapport une étoile.

NGC 6204 est situé à environ 3,2 degrés au nord-est de l'étoile Epsilon Normae (en), une étoile de magnitude 4,47 située dnas la constellation de la Règle.

## Caractéristiques
Certaines caractéristiques apparaissent sur la base de données Simbad, mais une publication très récente (2023) basée sur les mesures de la parallaxe par le satellite Gaia a permis une mise à jour importante des données. Les données du « GAIA EARLY DATA RELEASE 3 (GAIA EDR3) » ont également permis aux auteurs (Almeida, Monteiro et Dias) de cette publication d'estimer la masse de 773 amas ouverts, dont celle de NGC 6204 qui est de 628 ± 125 {\displaystyle M_{\odot }}.

### Distance, taille et vitesse
Selon Almeida et ses collègues, cet amas est à 1 129 ± 16 pc du système solaire.
La parallaxe moyenne des étoiles de l'amas a été obtenue des mesures effectuées par le satellite Gaia. Cinq valeurs différentes publiées dans de récents articles (2018 à 2022) sont indiquées sur la base de données Simbad : 0,834 ± 0,026 mas, 0,834 ± 0,041 mas, 0,809 ± 0,066 mas, 0,805 ± 0,064 mas, et 0,805 ± 0,005 mas. La valeur moyenne de la parallaxe est égale à 0,817 4 ± 0,040 4 mas, ce qui correspond à une distance de 1223 +64
−58. Cette distance est compatible avec celle proposée par Almeida et ses collègues.
Selon les sources, la taille apparente de l'amas 4,5′, 5 ou 6′ (7,25 ± 0,75') ce qui, compte tenu de la distance de 1 129 ± 16 pc et grâce à un calcul simple, équivaut à une taille réelle de 6,2 ± 0,9 al.
Deux vitesses assez différentes sont indiquées sur la base de données Simbad: −34,90 ± 8,09 km/s et −51,0 ± 5,8 km/s. Cet amas s'approcherait donc du système solaire à une vitesse comprise entre 26 et 57 km/s.

### Métallicité
Simbad rapporte deux valeur de la métallicité, soit 0,096 et 0,02 . Selon Almeida et ses collègues, la métallicité de l'amas est égale à 0,070 ± 0,029. Selon cette valeur, le pourcentage d'éléments lourds (plus lourd que l'hydrogène et l'hélium) de cet amas serait compris entre 110% et 126% (100,070 ± 0,029) de celui du Soleil.

### Âge
Webda et Lynga indiquent un âge de 37 millions d'années (log10=7,564),, ce qui est inférieur à l'âge de 103 millions d'années proposé par Almeida.
Selon un article publié en 2022, son âge est  du même ordre de grandeur,  mais un peu plus grand. Deux valeurs venant de deux articles plus anciens (2020) sont indiquées, soit 93+51
−33 Ma (107,97 ± 0,19) et 89 Ma (107,95), mais la valeur retenue dans cet article est de 234+120
−80 Ma (108,37 ± 0,18). 

## Étoiles
Selon un article publié en 2022, il existe 231 étoiles dont la probabilité d'appartenir à l'amas est supérieure à 90% et la masse de l'amas est de 288 ± 22 {\displaystyle M_{\odot }}.
On peut obtenir les données de certaines des étoiles situées dans le champ de vision de cet amas de cet amas sur Simbad en utilisant la requête NGC 6204 Num, où Num est un nombre de 1 à 13. Le tableau ci-dessous indique les propriétés de ces étoiles.
Les distances et les mouvements propres de huit étoiles de ce tableau sont semblables. La distance moyenne de ces huit étoiles est de 1 212 ± 49 pc (∼3 950 al). Leurs mouvements propres moyens en ascension droite et en déclinaison sont respectivement égaux à −0,759 ± 214 mas et à −0,742 ± 0,313 mas.
| Num # | Nom          | α                | δ                 | type | P (mas)         | d (pc)     | μα* (mas/an) | μδ* (mas/an) | mV    | Rem          |
| ----- | ------------ | ---------------- | ----------------- | ---- | --------------- | ---------- | ------------ | ------------ | ----- | ------------ |
| #6    | NGC 6204 67  | 16h 46m 07.6619s | -47° 00′ 07.3388″ |      | 1,1553 ± 0,1827 | 866 ± 137  | -0,179       | -0,262       | 11,87 | Nm           |
| #8    | NGC 6204 8   | 16h 46m 08.7581s | -47° 00′ 47.4530″ |      | 0,894 ± 0,0499  | 1119 ± 62  | -0,691       | -0,502       | 11,88 |              |
| #4    | HD 328855    | 16h 46m 12.3133s | -47° 00′ 12.2304″ |      | 0,8415 ± 0,0233 | 1188 ± 33  | -0,444       | -1,008       | 9,76  |              |
| #12   | NGC 6204 12  | 16h 46m 10.0331s | -47° 02′ 06.3053″ |      | 0,8354 ± 0,1325 | 1197 ± 190 | -0,495       | -0,544       | 13,25 |              |
| #11   | NGC 6204 11  | 16h 46m 07.5898s | -47° 02′ 13.8342″ |      | 0,8311 ± 0,0168 | 1203 ± 24  | -0,824       | -0,817       | 12,93 |              |
| #1    | CD-46 11006s | 16h 46m 08.8601s | -47° 01′ 45.3002″ | B_   | 0,8196 ± 0,0197 | 1220 ± 29  | -0,980       | -0,550       | 10,82 |              |
| #10   | NGC 6204 10  | 16h 46m 12.1731s | -47° 00′ 35.4172″ |      | 0,8064 ± 0,0174 | 1240 ± 27  | -0,742       | -0,653       | 13,00 |              |
| #3    | HD 328847    | 16h 46m 00.6115s | -47° 01′ 19.5117″ |      | 0,8021 ± 0,0176 | 1247 ± 27  | -0,839       | -0,485       | 9,63  |              |
| #5    | HD 328848    | 16h 46m 04.3763s | -47° 00′ 01.8992″ |      | 0,7796 ± 0,0214 | 1283 ± 35  | -1,376       | -1,485       | 10,32 |              |
| #7    | NGC 6204 7   | 16h 46m 08.8601s | -47° 01′ 45.3002″ |      | 0,721 ± 0,0265  | 1387 ± 51  | 0,358        | -2,019       | 12,29 | Nm           |
| #9    | NGC 6204 9   | 16h 46m 07.0611s | -47° 01′ 01.0046″ |      | 0,6949 ± 0,0226 | 1439 ± 47  | -0,576       | -0,829       | 12,52 | Nm           |
| #2    | CD-46 11006p | 16h 46m 08.0s    | -47° 01′ 31″      |      | ?               | ?          | ?            | ?            | 10,70 | M? & Dbl/Mul |
| #13   | NGC 6204 13  | 16h 46m 07.7866s | -47° 00′ 44.1360″ |      | ?               | ?          | ?            | ?            | ?     | M? & Dbl/Mu  |

- Nm = Non membre
- Dbl/Mul = Double ou multiple
- M? = Peut-être membre ou pas

Simbad montre aussi un bouton nommé Children. En cliquant sur ce bouton, on atteint une section de cette base de données qui renferme un tableau contenant 306 entrées pour NGC 6204. Cependant, des étoiles (les Children) peuvent apparaître plusieurs fois dans la deuxième colonne du tableau, d'où le nombre de liens bibliographiques qui est supérieure au nombre d'étoiles. La quatrième colonne de ce tableau indique la probabilité que l'étoile appartienne à l'amas. En cliquant sur le titre de cette colonne, on peut classer la probabilité par ordre croissant ou décroissant. En cliquant sur la désignation de l'étoile, on atteint la page de Simbad qui résume ses propriétés.